# Yamaha XTZ 660 Tenere
Yamaha XTZ 660 Tenere – japoński motocykl typu turystyczne enduro produkowany przez firmę Yamaha w latach 1991-1999.

## Dane techniczne/Osiągi
Silnik: single

Pojemność silnika: 660 cm³

Moc maksymalna: 46 KM/6000 obr./min

Maksymalny moment obrotowy: 56 Nm/5000 obr./min

Prędkość maksymalna: 160 km/h 

Przyspieszenie 0-100 km/h: brak danych